# ОШ „Бранко Радичевић” Сурчин
ОШ „Бранко Радичевић” једна је од основних школа у Београду. Налази се у улици Браће Кокар 5, у насељу Бољевци у општини  Сурчин, а основана је 1975. године.

## Историјат
У центру Бољеваца налазиле су се српска и словачка школа које су радиле одвојено и биле једна до друге, све до 1957. године када је направљена нова зграда данашње школе у центру села. Године 1970 ова и школа „Јован Поповић” из Прогара се интегришу у једну школу, а она добија назив по Бранку Радичевићу, српском романтичарском песнику.
Први директор школе био је Миодраг В. Илић, а затим и Здравко Јокић, професор географије, Страјин Крстић, наставник  разредне наставе и након њега Момчило Гашић,  професор биолoгије. Школа има три одељења сваког разреда, два у Бољевцима и једно одељење у Прогару.
У оквиру школе постојале су шаховска, литерарна, саобраћајна, фолклорна, ликовна и рецитаторска секција.